# Remando al viento
Remando al viento és una pel·lícula espanyola dels gèneres de drama i romàntic dirigida per Gonzalo Suárez el 1987. Va ser un dels primers papers protagonistes de Hugh Grant. Durant aquest rodatge va conèixer Elizabeth Hurley, amb la qual va mantenir una relació sentimental. Tracta sobre el mite de Frankenstein.

## Argument
Els seus protagonistes són Lord Byron, Mary Shelley i Percy Bysshe Shelley. Aquests tres personatges, juntament amb Polidori, decideixen escriure una història de terror. Com a resultat d'aquesta aposta, Mary Shelley va escriure Frankenstein. Es va basar en la seva pròpia vida i d'ella va treure al mític personatge. És el seu mateix reflex amb les seves mateixes inquietuds.

## Repartiment
| Actor            | Paper                |
| ---------------- | -------------------- |
| Hugh Grant       | Lord Byron           |
| Lizzy McInnerny  | Mary Shelley         |
| Valentine Pelka  | Percy Bysshe Shelley |
| Elizabeth Hurley | Claire Clairmont     |
| José Luis Gómez  | John Polidori        |
| Virginia Mataix  | Elisa                |
| Ronan Vibert     | Fletcher             |

## Palmarès cinematogràfic
III Premis Goya
| Categoria                        | Persona                            | Resultat    |
| -------------------------------- | ---------------------------------- | ----------- |
| Millor pel·lícula                | Millor pel·lícula                  | Candidata   |
| Millor director                  | Gonzalo Suárez                     | Guanyador   |
| Millor actor de repartiment      | José Luis Gómez                    | Candidat    |
| Millor guió original             | Gonzalo Suárez                     | Candidat    |
| Millor música original           | Alejandro Massó                    | Candidat    |
| Millor fotografia                | Carlos Suárez                      | Guanyador   |
| Millor muntatge                  | José Salcedo                       | Candidat    |
| Millor direcció artística        | Wolfgang Burmann                   | Guanyador   |
| Millor direcció de producció     | José G. Jacoste                    | Guanyador   |
| Millor vestuari                  | Yvonne Blake                       | Guanyadora  |
| Millor maquillatge i perruqueria | Romana González Josefa Morales     | Guanyadores |
| Millor so                        | Daniel Goldstein Ricardo Steinberg | Candidats   |
| Millors efectes especials        | Reyes Abades                       | Candidat    |

- Premis Sant Jordi: Millor pel·lícula espanyola.[3]